# Licence PHP
La licence PHP est une licence de logiciel non copyleft sous laquelle est placé le langage de programmation PHP. La licence PHP est une licence de logiciel libre incompatible avec la GPL,.